# Crocidura trichura
Crocidura trichura  o también conocida como musaraña de la Isla de Navidad es una especie de musaraña de la familia Soricidae. Se puede encontrar en la Isla de Navidad (Australia), aunque probablemente esté extinta.